# Monteroduni
Monteroduni ist eine italienische Gemeinde (comune) mit 2121 Einwohnern (Stand 31. Dezember 2023) in der Provinz Isernia in der Region Molise. Die Gemeinde liegt etwa 9 Kilometer südwestlich von Isernia und grenzt unmittelbar an die Provinz Caserta. Der Volturno, dessen antiker Name Olotrunus auch für den Ortsnamen steht, bildet die nordwestliche Gemeindegrenze.

## Geschichte
Die Gemeinde ist als samnitischer Siedlungsplatz bereits in der Antike bekannt gewesen. Die Vandalen zerstörten die Ortschaft 456 nach Christus.

## Sehenswürdigkeiten

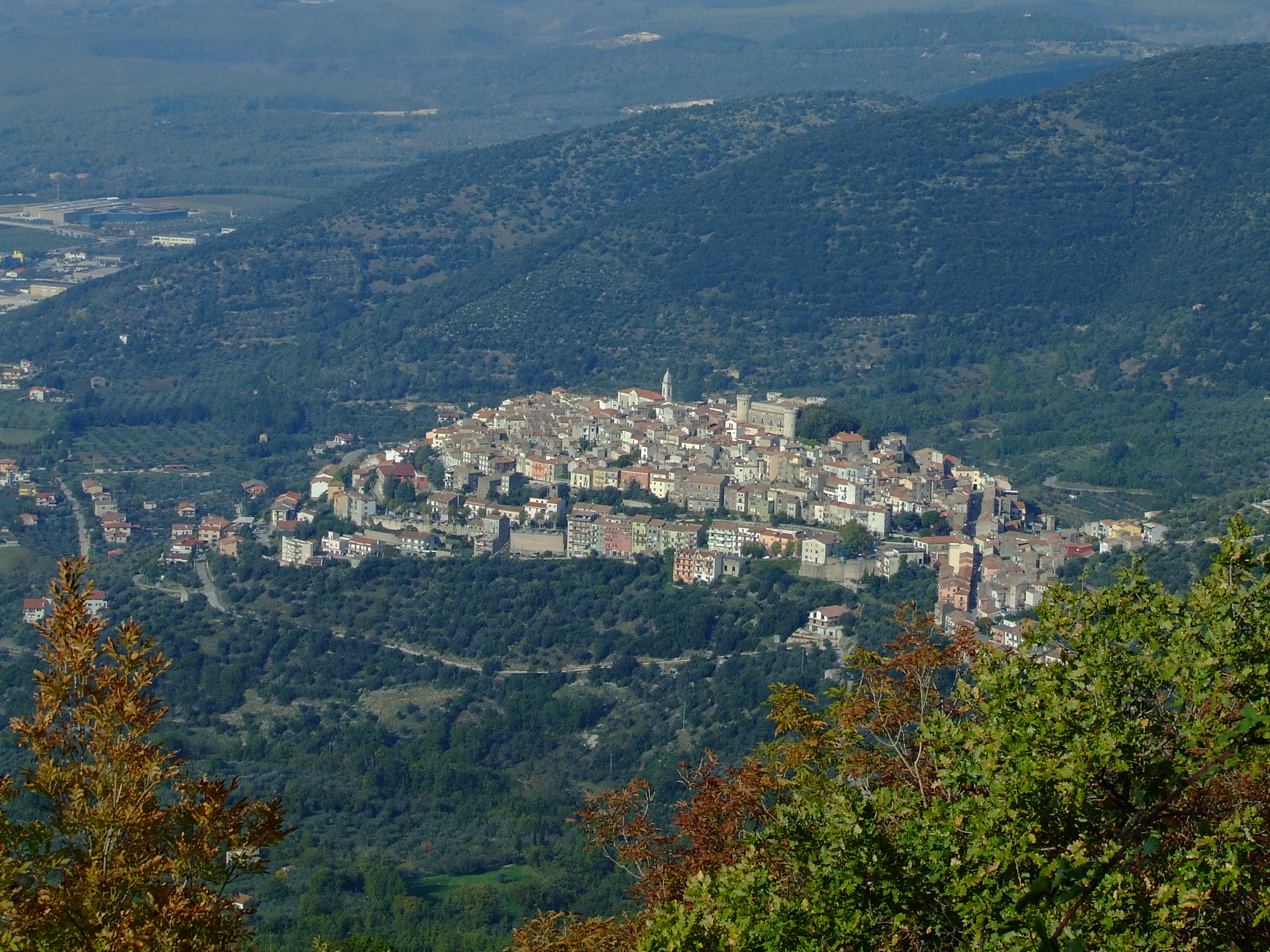
Panorama von Südwest
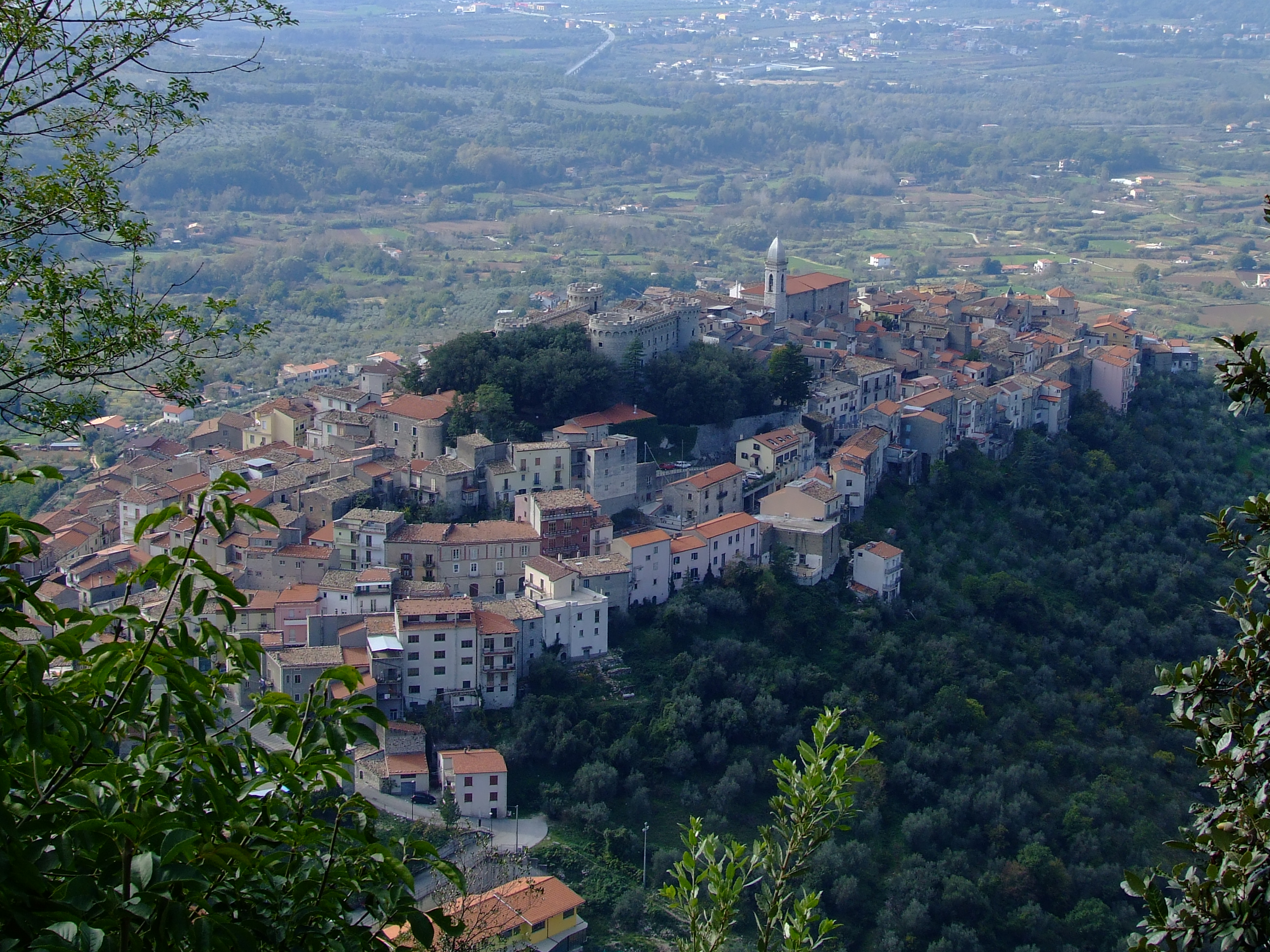
Ortskern von Südost
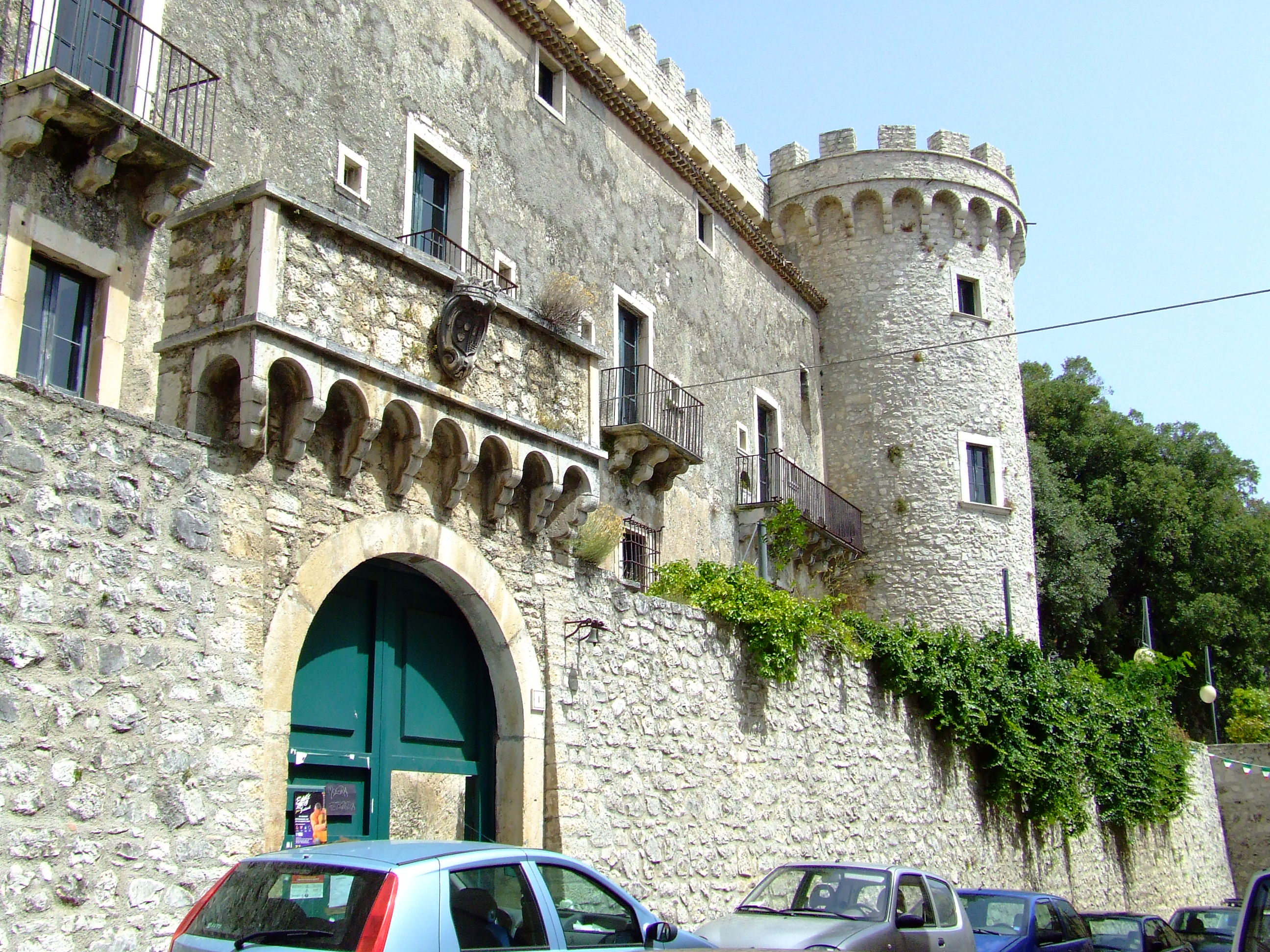
Castello Pignatelli

## Verkehr
Durch die Gemeinde führt die Strada Statale 85 Venafrana von Venafro kommend Richtung Isernia.